# Topolno Wielkie
Topolno Wielkie – osada w Polsce położona w województwie warmińsko-mazurskim, w powiecie elbląskim, w gminie Rychliki.
W latach 1975–1998 miejscowość administracyjnie należała do województwa elbląskiego.

## Zabytki
Do wojewódzkiego rejestru zabytków wpisane są obiekty:
- zespół pałacowy,

- pałac (ruina) 
- park 

## Zobacz
- Inne miejscowości o nazwie: Topolno: Topolno, Topolno Małe